# Carea picta
Carea picta är en fjärilsart som beskrevs av Moore 1882. Carea picta ingår i släktet Carea och familjen trågspinnare. Inga underarter finns listade i Catalogue of Life.